# Гранки (издательское дело)
Гра́нки — набор оттисков напечатанного материала на больших листах бумаги без разделения его на отдельные страницы, для проверки и правки. Это пробная (черновая) печать текста газеты, статьи или книги, прошедшая процедуру вёрстки и возвращённая автору для окончательного согласования перед публикацией.

## Термин и история
Гранка — ящик, в который укладывается типографский набор, и оттиск с него. Оттисков с гранок изготавливалось много. Множественное число — гранки.
В начале XX века гранками назывались оттиски типографского набора на бумаге низкого качества, сделанные для исправлений ошибок наборщиков, для правильного размещения печатного материала на странице.
Во 2-й половине XX века технологический цикл печати в типографии подразумевал несколько операций от автора к редактору, от наборщика к корректору. Для корректора бумажные гранки были основой работы.

## Разновидности

### Газетные и книжные гранки
Гранки — это некий черновой прототип того, как текст будет выглядеть в печати.
В частности, газетные гранки представляли собой лист газетной бумаги, где печать делалась лишь с одной стороны. В процессе работы газетные статьи согласовывались в разные сроки. Под конец рабочего дня приходили только проблемные статьи, требовавшие множества итераций по внесению правки. Часть листа с уже согласованными текстами оставалась при этом пустой, чтобы не отвлекать корректора.
Другое важное отличие гранок от двусторонней газеты — большие поля, где корректор делал свои пометки («выноски»), пользуясь при этом регламентированным набором знаков, сродни стенографическим: начать с красной строки, лишний пробел, орфографическая ошибка, повтор текста и так далее. Использование таких знаков, выносимых на поля гранок, существенно ускоряло и упрощало процесс заочного общения корректора с наборщиком.
Дополнительным способом подчеркнуть критические ошибки было использование цвета. В большинстве издательств пометки корректора на гранках делались цветным карандашом. В СССР производился специальный корректорский карандаш для правки гранок — синий с одной стороны, красный с другой.

### Бумажные и электронные гранки
В настоящее время правка идёт в электронном виде, в то время как во времена бумажной печати вся газетная, журнальная и книжная правка делалась исключительно через гранки, причём процесс этот был достаточно сложным, подразумевал соответствующие навыки у всех его участников.
Так, газетная корректура требовала соблюдения ежедневного графика, текст нужно было исправить целиком и полностью — включая, например, ошибки в наборе шрифта, а не одну только стилистику с орфографией. Без специальных отточенных навыков и профессиональных приёмов по работе с гранками регулярно делать это к сроку было практически невозможно.